# Pomarea nigra
Pomarea nigra là một loài chim trong họ Monarchidae.